# Ilex karstenii
Ilex karstenii är en järneksväxtart som beskrevs av Ludwig Eduard Loesener. Ilex karstenii ingår i släktet järnekar, och familjen järneksväxter. Inga underarter finns listade i Catalogue of Life.